# Gouvernement Osman I
Pour les articles homonymes, voir Osman.
Monarchie constitutionnelle
Lamrani II Osman II
Le Gouvernement Ahmed Osman est le quatorzième gouvernement du Maroc depuis son indépendance en 1955. Formé le 20 novembre 1972, il a pris fin le 10 octobre 1977,,.

## Composition
La composition du gouvernement 
| Portefeuille | Ministre                           |
| --- | ---------------------------------- |
| Premier ministre | Ahmed Osman                        |
| Ministre d’État | M’Hamed Bahnini                    |
| Ministre de la Justice                                                                                                 | Bachir Belabbès Taârji             |
| Ministre de l’Intérieur                                                                                                | Mohamed Benhima                    |
| Ministre des Affaires étrangères                                                                                       | Ahmed Taibi Benhima                |
| Ministre des Finances                                                                                                  | Bensalem Guessous                  |
| Ministre de l’Éducation nationale                                                                                      | Mohamed Haddou Chiguer             |
| Ministre des PTT | Le général Driss Ben Omar El Alami |
| Ministre de l’Information                                                                                              | Ahmed Majid Benjelloun             |
| Ministre de l’Urbanisme, de l’Habitat et de l’Environnement                                                            | Hassan Zemmouri                    |
| Ministre du Travail, des Affaires sociales, de la Jeunesse et des Sports                                               | Mohamed Arsalane El Jadidi         |
| Ministre de la Santé publique                                                                                          | Abderrahmane Touhami               |
| Ministre des Habous, des Affaires islamiques et de la Culture                                                          | Mohamed El-Mekki Naciri            |
| Ministre des Affaires administratives, secrétaire général du Gouvernement                                              | Abbès El Kaissi                    |
| Ministre de l’Agriculture et de la Réforme agraire                                                                     | Abdeslam Berrada                   |
| Ministre du Commerce, de l’Industrie, des Mines et de la Marine marchande                                              | Abdelkader Benslimane              |
| Ministre des Travaux publics et des Transports                                                                         | Salah M’zili                       |
| Secrétaire d’État auprès du Premier ministre, chargé du Plan, du Développement régional et de la Formation des cadres  | Abdellatif Imani                   |
| Secrétaire d’État auprès du Premier ministre, chargé de la Promotion nationale, l’Entraide nationale et de l’Artisanat | Benaceur Harakat                   |
| Sous-secrétaire d’État à l’Enseignement supérieur                                                                      | Abdelkrim Halim                    |
| Sous-secrétaire d’État à l’Enseignement primaire et secondaire                                                         | Mounir Doukkali                    |

### Remaniements
- 11 mars 1973  sont déchargés de leur fonction Mohamed Benhima, ministre de l’Intérieur et Mohamed Haddou Chiguer, ministre de l’Éducation nationale.

Est nommé ministre de l’Intérieur, Mohamed Haddou Chiguer.
- 31 mai 1973 Mohamed Benhima est nommé Ministre d’État chargé de la Coopération et de la Formation des cadres.

### Remaniement du Gouvernement Le 25 avril 1974[4]
| Portefeuille                                                                                  | Ministre               |
| --------------------------------------------------------------------------------------------- | ---------------------- |
| Premier ministre                                                                              | Ahmed Osman            |
| Ministre d'État chargé des Affaires culturelles                                               | M’hamed Bahnini        |
| Ministre d'État chargé de la Coopération et de la Formation des cadres                        | Mohamed Benhima        |
| Ministre d'État chargé des Affaires étrangères                                                | Ahmed Laraki           |
| Ministre d'État chargé de l’Information                                                       | Ahmed Taibi Benhima    |
| Ministre de la Justice                                                                        | Abbès El Kaissi        |
| Ministre de l’Intérieur                                                                       | Mohamed Haddou Chiguer |
| Ministre des Affaires islamiques et des Habous                                                | Day Ould Sidi Baba     |
| Ministre des PTT                                                                              | Driss Benomar Alami    |
| Ministre des Finances                                                                         | Abdelkader Benslimane  |
| Ministre de l’Agriculture et de la Réforme agraire                                            | Abdeslam Berrada       |
| Ministre de l’Urbanisme, de l’Habitat, du Tourisme et de la Protection de l’environnement     | Lahcen Zemmouri        |
| Ministre des Affaires administratives, secrétaire général du Gouvernement                     | M’Hammed Benyekhlef    |
| Ministre de la Santé publique                                                                 | Ahmed Ramzi            |
| Ministre du Commerce, de l’Industrie moderne, des Mines et de la Marine marchande             | Abdellatif Ghissassi   |
| Ministre des Travaux publics et des Transports                                                | Ahmed Tazi             |
| Ministre de l’Enseignement supérieur                                                          | Abdellatif Benabdejlil |
| Ministre de l’Enseignement primaire et secondaire                                             | Mohamed Bouamoud       |
| Ministre de l’Emploi et des Affaires sociales                                                 | Mohamed Larbi Khattabi |
| Secrétaire d'État auprès du Premier ministre chargé de l’Entraide nationale et de l’Artisanat | Abdellah Gharnit       |
| Secrétaire d'État aux Finances                                                                | Abdelkamel Reghaye     |
| Secrétaire d'État auprès du Premier ministre, chargé des Affaires générales                   | Abdeslam Znined        |
| Secrétaire d'État auprès du Premier ministre, chargé des Affaires économiques                 | Mohamed Belkhayat      |
| Secrétaire d'État auprès du Premier ministre, chargé du Plan et du Développement régional     | Taieb Bencheikh        |
| Secrétaire d'État à l’Intérieur                                                               | Driss Basri            |
| Secrétaire d'État à l’Urbanisme, l’Habitat, le Tourisme et la Protection de l’environnement   | Jalal Essaid           |
| Secrétaire d'État à l’Information                                                             | Mohamed Mahjoubi       |
| Secrétaire d'État aux Affaires islamiques et aux Habous                                       | Lahcen El Ouakkach     |
| Secrétaire d'État au Commerce, à l’Industrie moderne, aux Mines et à la Marine marchande      | Moussa Saadi           |

Le 24 août 1974 Ahmed Cherkaoui est nommé secrétaire d’État aux Affaires étrangères.
Le 17 décembre 1974 Abdeslam Znined, Secrétaire d’État auprès du Premier ministre, chargé des Affaires générales, est également chargé des Affaires du Sahara.
Le 13 mars 1975 Abderrahmane Thami est nommé ministre de la Santé publique.